# Arbeitskreis Musik in der Jugend

Logo des Arbeitskreises Musik in der Jugend

Der Arbeitskreis Musik in der Jugend – Deutsche Föderation Junger Chöre und Instrumentalgruppen e. V. (AMJ) wurde am 10. November 1947 in Hamburg gegründet. Gründungsmitglieder waren Fritz Jöde, Karl-Heinz Möseler, Herbert Sass, Gottfried Wolters u. a. Seit 1978 befindet sich die Bundesgeschäftsstelle in Wolfenbüttel.

## Chorverband
Der AMJ ist ein Chorverband für Kinder- und Jugendchöre, Schul- und Hochschulchöre sowie für alle Erwachsenenchöre, denen Weiterbildungsangebote und internationaler Austausch wichtig sind. Seine Mitgliedsgruppen unterstützt der AMJ bei praktischen Problemen (z. B. Vereinsrecht, GEMA oder Künstlersozialversicherung), bei der Antragstellung für Zuschüsse aus kommunalen, Landes-, Bundes- oder Europa-Mitteln, bei der Schaffung und Pflege nationaler und internationaler Kontakte. Außerdem besteht die Möglichkeit der kostenlosen Ausleihe aus der verbandseigenen Notenbibliothek mit über 3500 Notensätzen.

## Kurse
Der AMJ führt alljährlich über 100 Kurse durch, in denen Interessenten in Arbeitswochen und Wochenendkursen ihre musikalischen Fähigkeiten erweitern und neue Anregungen bekommen können. Chorleiter, Lehrer und Multiplikatoren erhalten Möglichkeiten zur Weiterbildung sowie zur Information und zum Austausch untereinander. Inhalte: Alte und Neue Musik, Jazz/Rock/Pop, instrumental und vokal, Einzelinstrumente und Ensembles, Chorleitung, Stimmbildung. Jährlich im Februar findet in Leipzig mit inzwischen über 400 Teilnehmenden ein Symposium mit Workshops zum Thema Die Kinder- und Jugendstimme statt (interdisziplinär gemeinsam mit dem Universitätsklinikum Leipzig sowie in Kooperation mit der Hochschule für Musik und Theater Leipzig und dem Bundesverband Deutscher Gesangspädagogen).

## Internationale Projekte
Der Arbeitskreis Musik in der Jugendorganisiert Begegnungsveranstaltungen, Singwochen und Festivals wie z. B.:
- den Eurotreff in Wolfenbüttel, alle zwei Jahre im Herbst
- die Internationale Jugend-Kammerchor-Begegnung auf Usedom, alle zwei Jahre im Sommer.

Außerdem ist der AMJ-Zentralstelle des Bundesministeriums für Familie, Senioren, Frauen und Jugend und beim Deutsch-Französischen und beim Deutsch-Polnischen Jugendwerk.
Der AMJ ist Gründungsmitglied der Europäischen Föderation Junger Chöre (Europa Cantat) und der Internationalen Föderation für Chormusik (IFCM). Er unterstützt die Arbeit des Weltjugendchores und ist Mitglied im Deutschen Musikrat (DMR), im Bundesmusikverband Chor & Orchester (BMCO), in der Bundesvereinigung Kulturelle Kinder- und Jugendbildung (BKJ) sowie dem Verband Deutscher Musikschulen (VdM). 